# Гаррыев, Мырат Оразгулыевич
Мырат Оразгулыевич Гаррыев (туркм. Myrat Orazgulyýewiç Garryýew; апрель 1932, Абадан, Ашхабадский район, Туркменская ССР, СССР — 28 августа 2012, Ашхабад, Туркмения) — почетный старейшина Туркменистана, председатель ЦИК Туркменистана, заместитель председателя Совета старейшин Туркменистана, академик Академии наук Туркменистана.

## Биография
Родился в 1932 году в городе Абадан.
В 1957 году окончил Ташкентский фармацевтический институт.
В 1957—1996 годах работал на различных должностях в Министерстве здравоохранения и медицинской промышленности Туркменистана и в системе Академии наук.
В 1996—2011 годах занимал должности заместителя председателя Совета по делам религий при президенте Туркменистана — ответственного управляющего делами Совета, председателя Центральной комиссии по выборам и проведению референдумов в Туркменистане.
С мая 2011 года — заместитель Председателя Совета старейшин Туркменистана.
Скончался 28 августа 2012 года на 81 году жизни.
Светлая память о талантливом ученом, видном общественном деятеле, преданном сыне Отчизны Мырате Гаррыеве навсегда сохранится в наших сердцах, да упокоится в раю душа его, да примет Аллах его в свою обитель!
 — говорится в некрологе, подписанном президентом Туркменистана Гурбангулы Бердымухамедовым и членами правительства.

## Награды
- Почетный старейшина Туркменистана
- Заслуженный деятель науки и техники Туркменистана
- Медаль «Ватана болан сойгуси учин»
- Медаль «20 лет Независимости Туркменистана»
- Медаль «Гайрат»
- Орден «Галкыныш»
- Орден «Битараплык»
- Орден «Гарашсыз Туркменистана болан бейик сойгуси учин»
- Орден «Алтын Асыр» (I, II, III степени)[5]
- Орден «Звезда Президента»